# 昂培立莫瑞蟒
昂培立莫瑞蟒（學名：Morelia oenpelliensis）是蛇亞目蟒科樹蟒屬下一種體型巨大的無毒蟒蛇，主要分布於澳洲，目前未有任何亞種被確認。

## 特徵
昂培立莫瑞蟒是樹蟒屬中一種體型巨大而且罕見的蟒蛇，成年的昂培立莫瑞蟒長達4米，身體顏色以暗棕色或橄欖色為基調，有深色的斑紋，腹部色彩黯然無光，偏向奶白色或黃色。昂培立莫瑞蟒是出色的伏擊獵者，牠能長時期保持不動，等待獵物（如田鼠、袋鼠）的出現及接近，再發動突擊，以身體纏繞法使獵物窒息死亡。

## 棲息地
昂培立莫瑞蟒只出現於澳洲北領地安恆地西部山岩地區。牠們棲息於阿利蓋特河附近的沙岩斷層之間，屬於陸行性蛇類，也會出沒於林木間、石楠地等不同地理環境。關於昂培立莫瑞蟒的數據甚為缺乏，未有關於牠們實際數量變化的可信資料，最大原因是牠們所分布的地域並不容易到達，然而這也讓牠們得以少受人文活動騷擾及影響。澳洲北領地政府將昂培立莫瑞蟒的保育狀態列為「易危」甚至「絕滅」的等級，在牠們所居住的地方發生了一些影響牠們生活條件的因素，例如土地用途的變化、火災導致的環境變異，均令昂培立莫瑞蟒的捕食對象出現遷移現象，間接令昂培立莫瑞蟒的獵物數量銳減。另外，昂培立莫瑞蟒亦遭到當地人違法捕獵，嚴重影響其生態狀況。目前卡卡杜國家公園有養育少量的昂培立莫瑞蟒，致力加以保育。

## 備註
1. ↑  McDiarmid RW, Campbell JA, Touré T. 1999. Snake Species of the World: A Taxonomic and Geographic Reference, vol. 1. Herpetologists' League. 511 pp. ISBN 1-893777-00-6 (series). ISBN 1-893777-01-4 (volume).
2. ↑  . ITIS. 2007  [19 September, 2007].
3. 1 2 3  Oenpelli python: Threatened Species of the Northern Territory 的存檔，存档日期2008-09-03.
4. 1 2  Cogger, Harold G.. Reptiles and Amphibians of Australia.

## 外部連結
- （英文）TIGR爬蟲類資料庫：昂培立莫瑞蟒